# Маріо Юрчевич
Маріо Юрчевич (словен. Mario Jurčević, нар. 1 червня 1995, Любляна) — словенський футболіст, захисник сербського клубу «Партизан».
Виступав, зокрема, за клуб «Осієк», а також національну збірну Словенії.

## Клубна кар'єра
Народився 1 червня 1995 року в місті Любляна. Вихованець юнацьких команд футбольних клубів «Браво», «Інтерблок», «Олімпія» (Любляна).
У дорослому футболі дебютував 2014 року виступами за команду «Олімпія» (Любляна), в якій провів один сезон, взявши участь у 4 матчах чемпіонату. 
Згодом з 2015 по 2020 рік грав у складі команд «Радомлє», «Олімпія» (Любляна), «Алюміній» та «Олімпія» (Любляна).
Своєю грою за останню команду привернув увагу представників тренерського штабу клубу «Осієк», до складу якого приєднався 2020 року. Відіграв за команду з Осієка наступні три сезони своєї ігрової кар'єри. Більшість часу, проведеного у складі «Осієка», був основним гравцем захисту команди.
Протягом 2023—2024 років захищав кольори клубу «Аполлон».
До складу клубу «Партизан» приєднався 2024 року.

## Виступи за збірну
2020 року дебютував в офіційних матчах у складі національної збірної Словенії.
| Дата       | Місто   | Господарі          | Результат | Гості       | Турнір            | Голи | Примітки |
| ---------- | ------- | ------------------ | --------- | ----------- | ----------------- | ---- | -------- |
| 7-10-2020  | Любляна | Словенія           | 4 – 0     | Сан-Марино  | товариський матч  | -    |          |
| 11-11-2020 | Любляна | Словенія           | 0 – 0     | Азербайджан | товариський матч  | -    |          |
| 1-6-2021   | Скоп'є  | Північна Македонія | 1 – 1     | Словенія    | товариський матч  | -    | 4'       |
| 7-9-2021   | Спліт   | Хорватія           | 3 – 0     | Словенія    | Відбір до ЧС 2022 | -    | 65'      |
| Усього     |         | Матчів             | 4         |             | Голів             | 0    |          |